# Stakeholder-Kompass
Der Stakeholder-Kompass ist ein strategisches Modell zur systematischen Erfassung der relevanten Anspruchsgruppen von Unternehmen (Kunden, Mitarbeiter, Geldgeber sowie Politiker und Journalisten als Repräsentanten der Gesellschaft) und der spezifischen Beziehungen zu ihnen – definiert durch Tausch und Kommunikation. Das Konzept des Stakeholder-Kompasses wurde von Lothar Rolke entwickelt und 2002 erstmals publiziert, mittlerweile findet es auch Verwendung in Lehrbüchern zu Unternehmens- und Marketingkommunikation sowie in Literatur zu nachhaltigkeitsorientierter Kommunikation und zum Marketing-Controlling.

## Funktion und Fokus
Lothar Rolke sieht im Stakeholder-Kompass ein Navigationsinstrument für das Kommunikationsmanagement im Unternehmen, um betriebswirtschaftlich ausgerichtet
- aus einer Vielzahl möglicher Anspruchsgruppen die wichtigsten in ihrer Bedeutung zu erkennen (Marktrelevanz),
- das interaktive Umfeld des Unternehmens in der Wahrnehmungslogik von Tausch und Austausch zu erfassen (Marktbezug) und
- das Management dieser Kommunikations- und Tauschbeziehungen angemessen zu fokussieren (Interessensabgleich).[6]

Stakeholder erscheinen in diesem Modell zugleich als Repräsentanten spezifischer Märkte, in die sie durch Tauschbeziehungen eingebunden sind, und als Kommunikationspartner, die sich mit dem Unternehmen in einem medial gestützten Austauschverhältnis befinden. Durch diese Dualität ist beispielsweise erklärbar, warum Kommunikation in Form von Werbung, PR, Social-Media-Interaktionen etc. (Austauschbezug) marktadäquates, geldwertes Verhalten ausgelöst werden kann (Tauschbezug). Vereinfacht ausgedrückt, wie aus immaterieller Verständigung, Vermittlung von Informationen etc. am Ende materieller Erfolg wird.

## Umwelt als Märkte

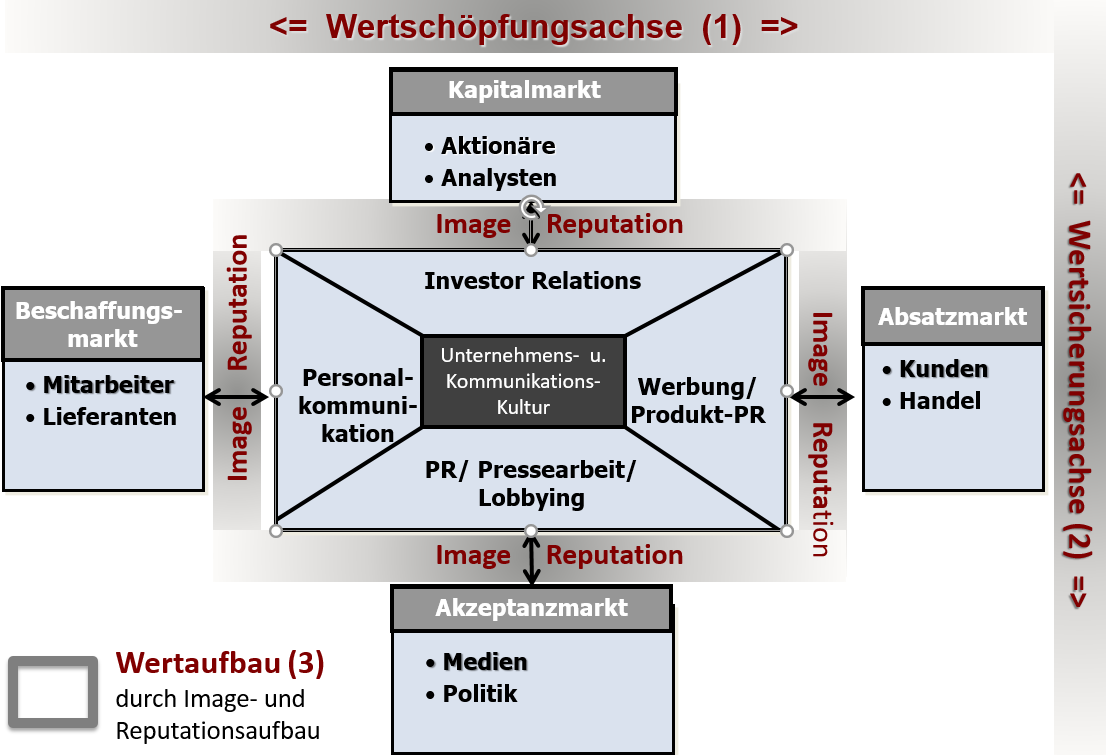
Funktion des Stakeholder-Kompass nach Lothar Rolke

Vier Märkte bilden für das Unternehmen die relevante Umwelt. Auf all diesen Märkten tauschen Unternehmen werthaltige Angebote (bzw. Nutzen) gegen entsprechende Gegenleistungen: Produkte und Dienstleistungen werden über einen zu zahlenden Preis auf dem Absatzmarkt veräußert, auf dem Beschaffungsmarkt Arbeitsleistungen gegen Einkommen verrechnet, auf dem Finanzmarkt Kapital und Zeit gegen Rendite gehandelt und auf dem Akzeptanzmarkt die „licence to operate“ gegen einen Netto-Nutzen (Steuern, Arbeitsplätze etc. minus Infrastruktur-Investitionen, Umweltbelastungen etc.). Und immer spielt der Austausch von Informationen und die Kommunikation zwischen den Unternehmen und den Marktrepräsentanten eine entscheidende Rolle.
Aus Sicht des Unternehmens ergeben sich daraus vier marktrelevante Kommunikationsfelder:
- die Kommunikation mit Kunden, (Handels-)Partnern und Wettbewerbern zur Anbahnung bzw. zur Verhinderung von Kaufhandlungen (Vertriebsunterstützende oder Absatzmarktkommunikation),
- die Kommunikation mit und zwischen Führungskräften und Mitarbeitern (interne Kommunikation) und zu potenziellen neuen Mitarbeitern (Personalkommunikation) und Lieferanten zum Zwecke der gemeinsamen Leistungserstellung,
- die Kommunikation mit gesellschaftspolitischen Gruppen, Meinungsmittlern, Parteien und Staatsvertretern zur Legitimation und Sicherung von Handlungsspielräumen (Public Relations/Public Affairs)
- die Kommunikation mit Anteilseignern und Akteuren des Kapitalmarktes, um die benötigte Liquidität für den Wertschöpfungsprozess abzusichern und Wachstum zu finanzieren (Finanzkommunikation).

## Wertbeiträge der Kommunikation
Die Kommunikation des Unternehmens hat sich demnach sowohl interessensbezogen an den vier Märkten mit ihren Anspruchsgruppen auszurichten als auch prozessual an den beiden Achsen – also an der Wertschöpfung (direkter Wertbeitrag) und der Absicherung der Wertschöpfung, kurz: der Wertsicherung (indirekter Wertbeitrag). Gleichzeitig baut das Unternehmen bei anhaltendem Erfolg kommunikative Wertpotenziale (Wertaufbau) auf. Durch diese marktbezogene Modellierung der Stakeholder-Beziehungen des Unternehmens lassen sich die Wertschöpfungsbeiträge von Kommunikation systematisch rekonstruieren:
- Kommunikation unterstützt den Prozess der Leistungserstellung bzw. Umwandlung: Entlang der Wertschöpfungsachse verhilft sie unmittelbar dazu, die jeweiligen Beziehungen zu den Kunden und zu den Mitarbeitern (bzw. Lieferanten) gewinnbringend zu entwickeln.
- Kommunikation sichert Handlungsspielräume entlang der Wertsicherungsachse – durch Vertrauen am Kapitalmarkt und Akzeptanz bei Politik und Medien: Betriebstätigkeit in marktwirtschaftlichen Systemen verlangt von den Unternehmen, glaubhaft gegenüber den Geldgebern zu vermitteln, dass und warum eine hinreichende Chance auf Gewinnerzielung besteht. Gleichzeitig muss das Unternehmen der breiten Öffentlichkeit und ihren Repräsentanten vermitteln, dass und warum das Renditemotiv nicht die Gemeinwohlinteressen gefährdet. Damit ist ein struktureller Widerspruch gegeben, der in der Öffentlichkeit erklärungsbedürftig ist: Profitstreben einerseits, good partnership andererseits. Unternehmenskommunikation hat hier mitzuhelfen, dass dieser Gegensatz nicht als Blockade virulent wird, sondern sich erfolgsförderlich auflösen lässt.
- Kommunikation schafft schützende und stimulierende Potenziale in der Wahrnehmung einer Organisation (Image/Reputation):  Neben dem Wertschöpfungsprozess im engeren Sinne und seiner permanenten Absicherung rückt damit der Wertaufbau in den Fokus der Betrachtung. Die Wahrnehmung einer positiven Differenz (eines Unternehmens und seiner Angebote) im Vergleich zu den Wettbewerbern und die regelmäßige Bestätigung ebendieser Differenz durch eigene und/oder publizierte fremde Erfahrungen sorgt bei den Stakeholdern für eine nachhaltige Imagination, durch die auch ihr künftiges Verhalten freundlich beeinflusst wird. Aus Sicht der Unternehmenskommunikation entsteht so ein Image- bzw. Reputationswert, der bei einigen Unternehmen zur Leitwährung wird, wenn es um die Messung des kommunikativen Erfolges geht.